# Зорень
Зорень, Зорені (рум. Zoreni) — село у повіті Бистриця-Несеуд в Румунії. Входить до складу комуни Синміхаю-де-Кимпіє.
Село розташоване на відстані 307 км на північний захід від Бухареста, 31 км на південний захід від Бистриці, 53 км на схід від Клуж-Напоки.

## Населення
За даними перепису населення 2002 року у селі проживали 382 особи.
Національний склад населення села:
| Національність | Кількість осіб | Відсоток |
| -------------- | -------------- | -------- |
| румуни         | 369            | 96,6%    |
| угорці         | 12             | 3,1%     |

Рідною мовою назвали:
| Мова      | Кількість осіб | Відсоток |
| --------- | -------------- | -------- |
| румунська | 370            | 96,9%    |
| угорська  | 12             | 3,1%     |